# 高施傳
高施傳（1914年—1970年10月31日），臺灣鐵路管理局員工，新北市淡水區竹圍人，在臺北市錦西街為救一輛載有二十餘人的公車脫險而殉職，於今臺北捷運雙連站附近的臺北市文昌宮前立有其銅像。

## 生平

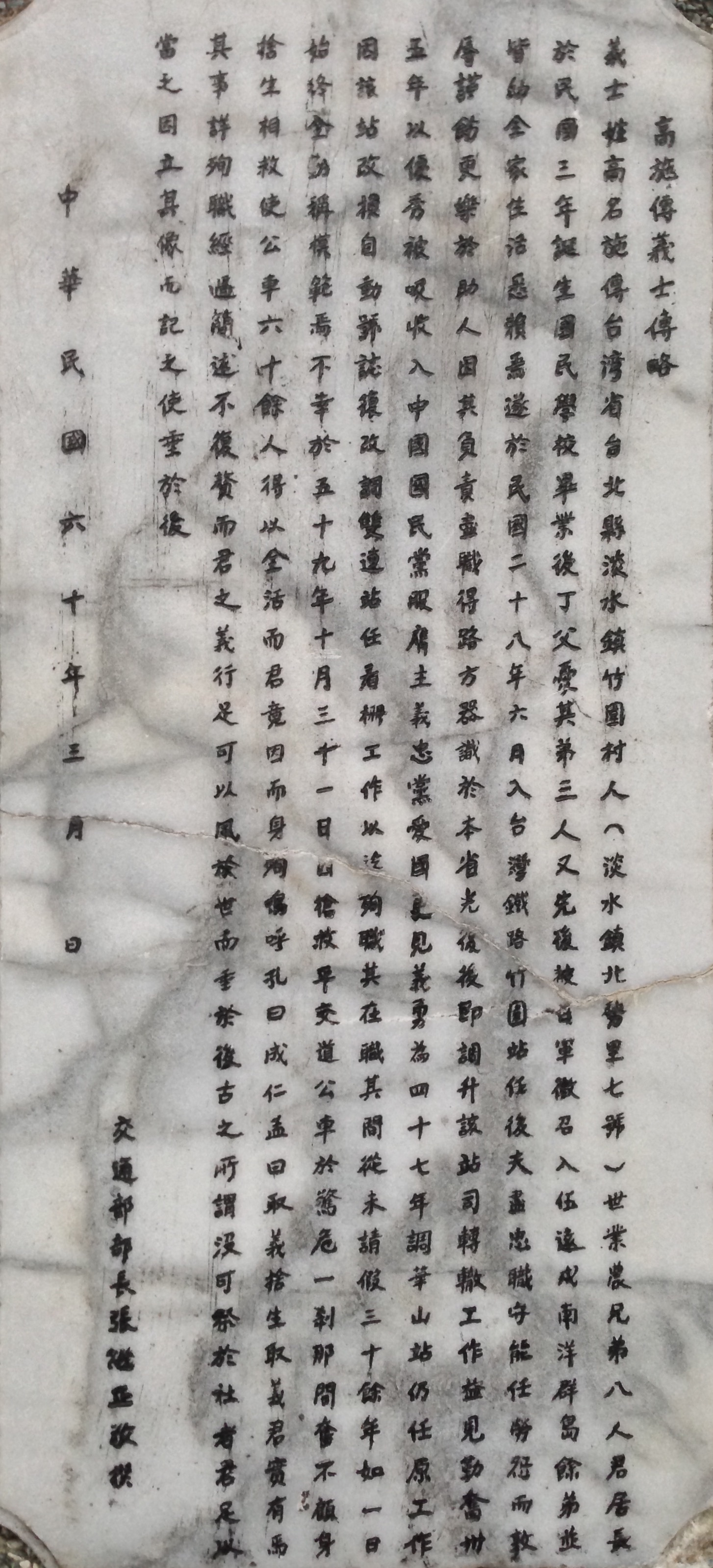
銅像座角落〈高施傳義士傳略〉刻有高施傳生年等資訊。

高施傳生於1914年，有兄弟八人。家族世居淡水竹圍，淡水公學校畢業後在家務農。後他和兩位弟弟先後遠赴南洋群島從軍。1939年6月進入鐵道部竹圍車站任職，戰後調任轉轍工作，1958年奉調華山車站。1958年12月調雙連車站，任錦西街平交道看柵工。
高施傳所住村落位在傍山面海的坡地，交通不便。他在工餘之暇負起整修山道工作，每遇大雨山洪沖壞道路，就動員他家人出錢出力，為公眾修橋舖路。此外，他還作泥水工作，經常替附近的竹圍國民小學修整教室，並建議校方將節省之修建費用移作充實教學設備之用。1962年夏，他所住村落鬧水荒，十多戶祇能依賴一口小水井生活；於是同年9月初旬，他在竹圍八勢里一鄰的住屋附近，一個人挖鑿大水井，有時甚至於工作到深夜，在體力無法負荷時才肯讓家人幫忙。經二十多天挖掘，已深達二丈多的井冒出大量泉水。接著，他又興建一座簡單的水塔，免費替附近一百多公尺遠近的十多戶鄰居舖設水管，解決飲水問題。
高施傳在錦西街平交道服務十三年，之前從未發生任何意外事件。曾與高施傳共事的莊日清描述，印象中的高施傳老實敦厚，做事認真負責。住在錦西街34號之3的居民陳金枝說高施傳在錦西街十三年之久，由於熱心助人為人敦厚，和附近的居民都成了朋友。

## 殉職

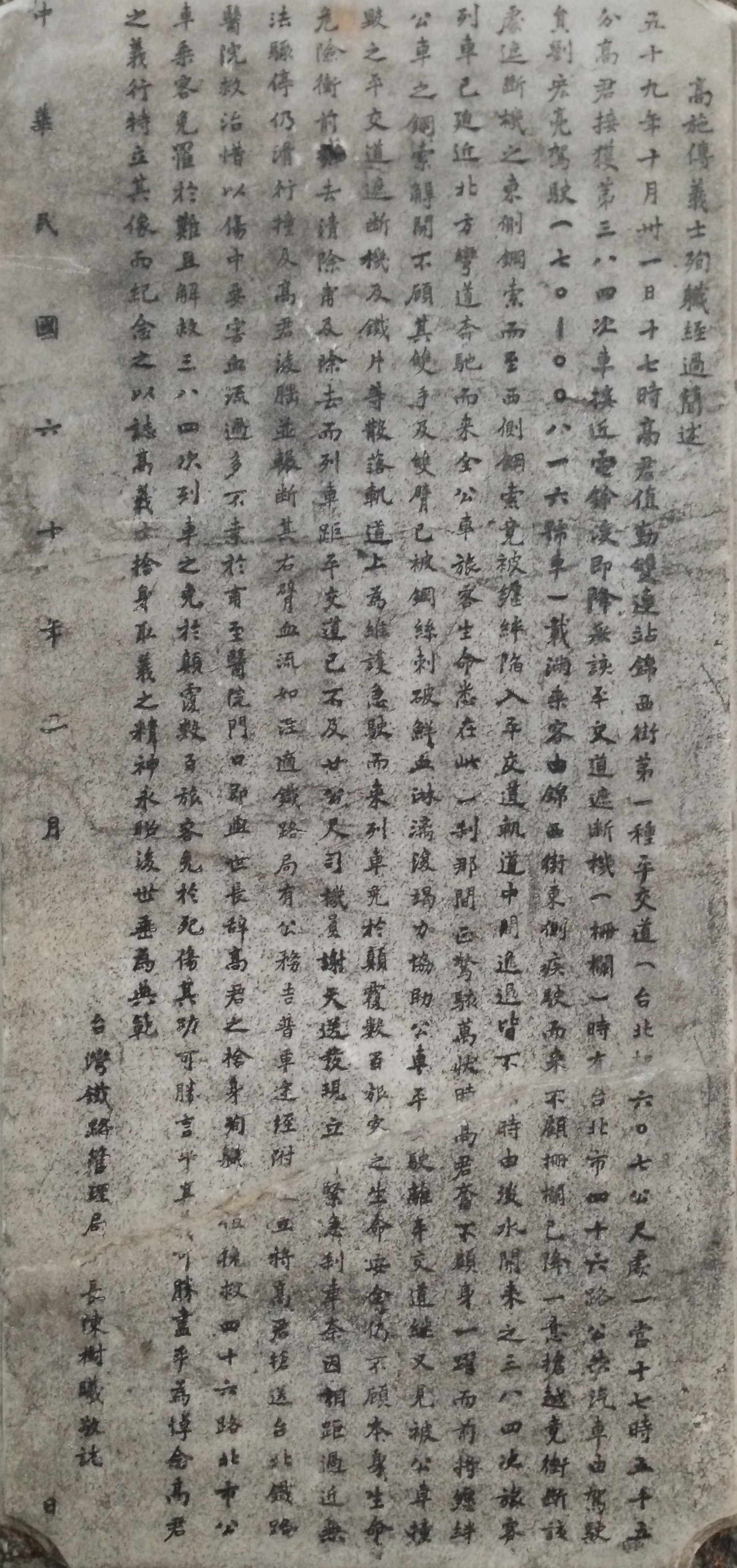
銅像座角落〈高施傳義士殉職過程簡述〉

1970年10月31日傍晚近6點，台北聯營公車46路線司機劉宏亮駕駛的公車，自中山北路經錦西街轉往重慶北路。據前排乘客楊皆再回憶，公事轉入錦西街自東向西行駛之後，因平交道那邊有二輛計程車爭道，使公車前面一輛卡車阻在平交道上，等到卡車搶過平交道之後，公車企圖緊跟穿越。高施傳見正好開往台北的臺鐵淡水線第三八四車次普通車駛來，立即按規定將阻止人車通行欄網放下，但劉宏亮仍然加足油門，企圖搶越平交道，遂衝破鐵網，車身陷在平交道中央，進退不得。楊皆再見到公車上的乘客正慌張錯亂的時候，高施傳急竄而出，一面拿著紅色信號旗，向駛來的火車揮動示警，同時跳到公車旁邊兩手盡全力將纏住公車車身的欄柵和鐵網拉掉，公車才在千鈞一髮下向前衝出平交道。市民石坤勝目睹這時正巧火車疾駛而至，高施傳走避不及，當場被撞死，前後只差半分鐘。

## 身後

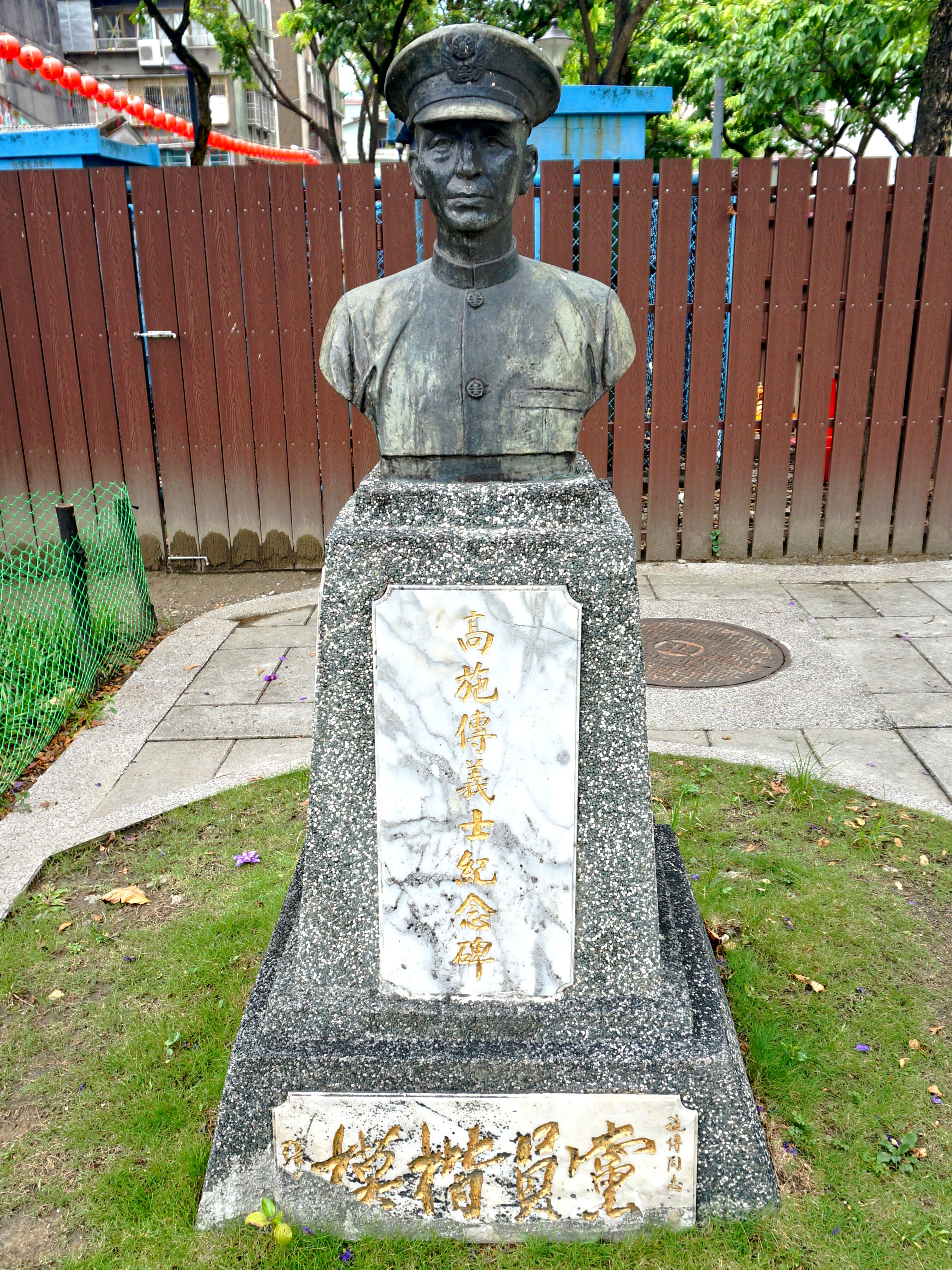
高施傳銅像全景

事發後一日，劉宏亮在臺北鐵路醫院會議室接受檢察官陳炳煌偵訊時稱，當日因下雨、天色已黑，視線差，以致他發覺已駛至平交道已不及剎車，為怕陷在平交道，只得加足油門，沒料到公車車頂會拖斷欄網。他之前在1969年11月10日開聯營公車46路停靠民權西路王子酒店前招呼站，因停車太靠近安全島，造成一名乘客右手背撞上路旁電線桿骨折而挨告。同年11月3日，劉宏亮經臺灣省鐵路警察局第一警務段依《中華民國刑法》公共危險罪移送法辦。
因高施傳留有七十六歲老母及妻兒五人，最小的孩子才十一歲，台灣鐵路管理局局長陳樹曦、中國國民黨鐵路黨部書記長陳英烈、中國國民黨中央委員會第五組主任梁永章都陸續慰問高施傳遺屬，並各致送慰問金新台幣二千元。第一夫人宋美齡同意高施傳幼女高秀錦進入華興小學就讀，培植至大學畢業為止。高施傳遺屬從台灣鐵路管理局獲得撫卹金新台幣二十七萬四千元。
同年11月16日，在臺北市立殯儀館景行廳舉行高施傳公祭，由台灣鐵路管理局局長陳樹曦主祭，政府首長有谷正綱、張寶樹、趙自齊、梁永章、高玉樹、陳聲簧、王魯翹等人參加公祭。靈堂懸著中華民國副總統嚴家淦題頒「捨生取義」輓額、行政院副院長蔣經國題頒「忠義楷模」、中國國民黨秘書長張寶樹題頒「黨員楷模」。楊皆再等乘客匍伏在靈前，淚流滿面地感謝。竹圍國民小學六十多位學生代表、錦西街附近數十名居民等也都到靈前致哀。上午11時許，當將埋葬到淡水竹圍山麓的高施傳棺木抵達錦西街平交道附近的時候，居民陳金枝等居民、成淵國中同學都致敬、膜拜。
中國國民黨中央委員會與台灣鐵路管理局在事發後一日就已決定在錦西街平交道旁豎立高施傳半身像，由林木川塑造。1971年6月9日由交通部部長張繼正主持揭幕，嚴家淦、臺灣省主席陳大慶為紀念碑題字。越六年，同樣在鐵道救人的唐高銅像豎立。

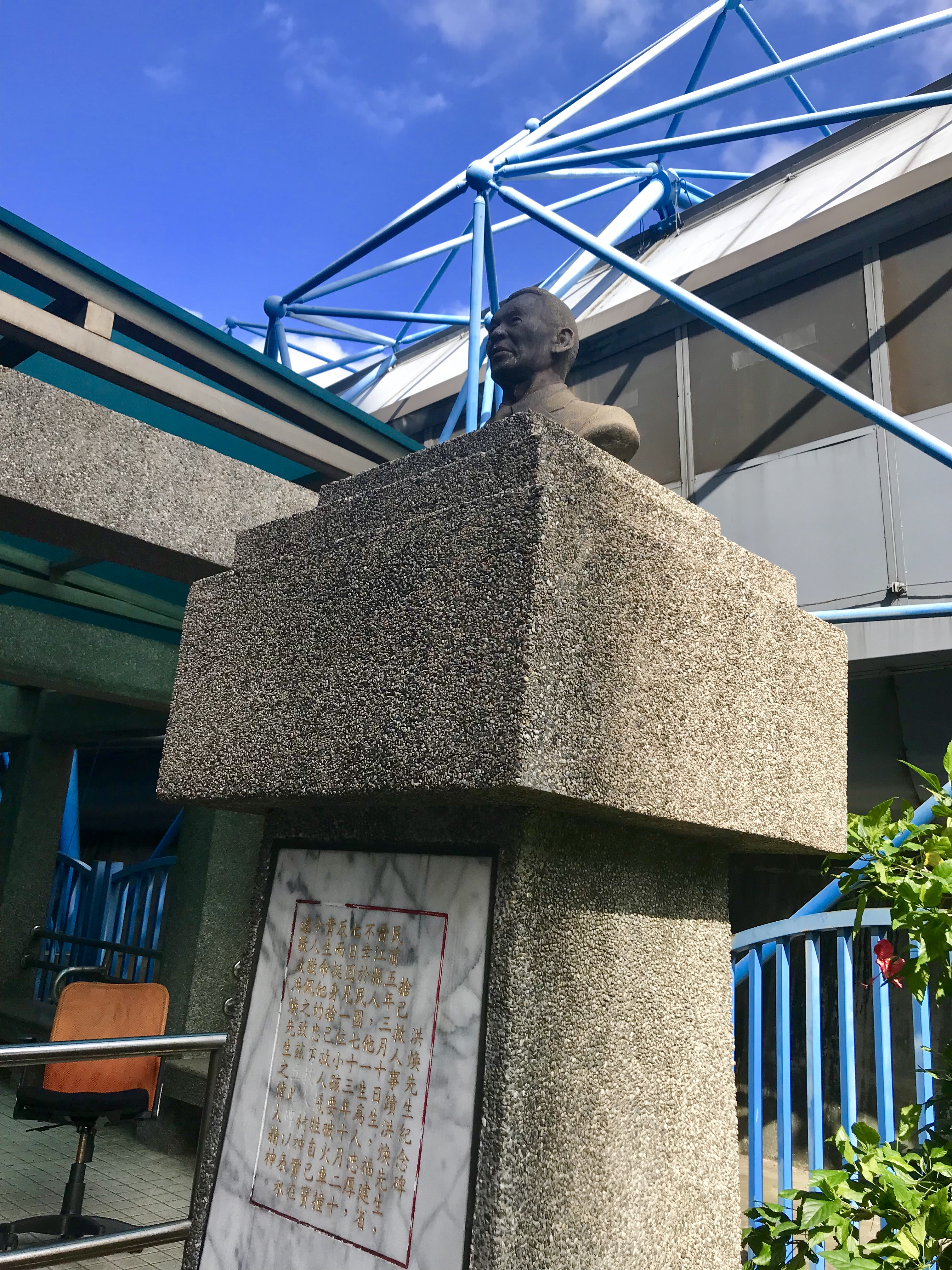
洪煥銅像

後來1984年10月27日早上8點許，近八旬的洪煥於圓山站和雙連站間搶救在鐵軌玩耍的兩歲兒童林當興，被台北開往淡水的第四六七車次火車撞上；洪煥於下午2點在馬偕醫院過世。同樣立銅像。
雙連站拆除時，高施傳女兒來雙連找推拿師傅陳博文詢問父親銅像下落，方曉已交由台北市捷運局保管，直到淡水線完工才又遷回捷運線型公園原豎立處不遠處重置。銅像及碑體被捷運局在雙連文昌宮前重組設立，因紀念碑上留有「黨員楷模」四字，曾被政治立場與國民黨不同的民眾噴漆破壞。